# Цунвазо, Юсуп
Юсуп Цунвазо (1911—1981) — дунганский педагог, ученый, писатель. Именем Ю. Цунвазо названа улица в г. Алматы.

## Биография
Цунвазо родился 15 января 1911 года в г. Верный в семье крестьян. Учился в дунганской школе.
В 1927 году поступил в Джетысуйский губернский педтехникум, по окончании которого год проработал в городской школе № 6. С 1932 по 1936 год преподавал дунганский язык в Алма-Атинском дунганском педучилище.
В августе 1938 года был принят на работу в сектор языка и литературы Казахского филиала Академии наук Казахской ССР в качестве младшего научного сотрудника. Принимал участие в составлении и издании двухтомного русско-казахского словаря и военного двуязычного словаря, которые были опубликованы соответственно в 1946 году и в 1942 году.
Продолжил учёбу в Алматинском педагогическом институте по специальности «Русский язык и литература». Окончил Казахский педагогический институт им. Абая в 1941 году.
После демобилизации из армии и до последних дней работал в секторе уйгуро-дунганской культуры АН Казахской ССР сначала в должности младшего, а затем старшего научного сотрудника.
Работая, получил второе высшее образование окончив Алматинский институт иностранных языков по специальности «Английский язык»
По инициативе академика К. Сатпаева был основан Сектор по изучению уйгуро-дунганской культуры при Институте истории, археологии и этнографии АН Казахской ССР, куда вошли видные ученые востоковеды. Заведующим данным Сектором был назначен Цунвазо Юсуп.
Позднее данный Сектор в целях расширения тематики был реорганизован в Сектор востоковедения АН КазССР, ученым секретарем которого был назначен Цунвазо Ю.
Кандидатскую диссертацию «Словообразование существительных в дунганском языке» защитил в 1961 году.
Им был составлен и подготовлен к печати «Этимологический словарь дунганского языка» — самая крупная научная работа ученого, издание которой по завещанию автора в 1981 году осуществил Отдел дунгановедения НАН КР.
Кроме упомянутых трудов, Ю. Цунвазо опубликовал в различных изданиях на русском, дунганском и уйгурском языках десятки научных статей. Совмещая работу в науке, являлся собственным корреспондентом дунганской газеты «Шыйyэди чи».
Цунвазо принимал активное участие в продвижении культуры, языка и решении социально-экономических преобразований в жизни дунганского народа.

### Участие в разработке новой дунганской письменности
Работал научным сотрудником в Центральном комитете нового алфавита (ЦКНА) при Совнаркоме Казахской ССР и принимал участие в разработке дунганской письменности на основе латинской графики.
В 1935 году работал в Комитете по разработке Нового дунганского алфавита.
Вопрос о переходе дунганского алфавита на кириллицу был поднят незадолго до Великой Отечественной войны, которая помешала осуществлению этого проекта.
В 1952 г. распоряжением АН СССР при Институте востоковедения была образована специальная комиссия по разработке письменности для дунган на основе русской графики. В комиссию под председательством профессора А. А. Драгунова вошли такие видные ученые, как И. М. Ошанин, Г. П. Сердюченко, Г. Д. Санжеев, А. А. Реформатский, Б. К. Пашков, С. Е. Яхонтов, Г. Г. Стратанович, а также дунганские ученые языковеды — Ю. Яншансин, Ю. Цунвазо, А. Калимов, поэт и писатель Ясыр Шиваза. Подготовленный проект дунганского алфавита был обсужден и принят на конференции в ИЯЛИ КирФАН СССР в мае 1953 г. Несколько позже та же комиссия разработала проект дунганской орфографии и пунктуации, который получил одобрение на научной сессии ИЯЛИ КирФАН СССР в октябре 1954 г.

### Участие в Великой Отечественной войне

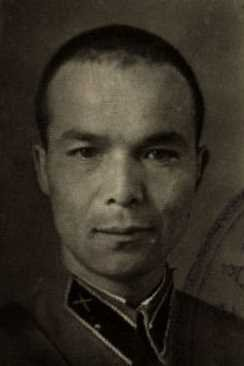
Цунвазо в военное время

В июле 1942 года был призван в армию. Окончил Харьковское артиллерийское училище. Будучи командиром огневого взвода, воевал на Калининском, Степном и Прибалтийском фронтах.
Был командиром огневого взвода 76 мм. Батареи 343 Гвардейского Стрелкового полка 119 Гвардейской Стрелковой дивизии.
Согласно архивным записям, Цунвазо, не смотря на сильный миномётно-артиллерийский огонь противника, всегда находился со своим взводом, вместе с пехотными подразделениями, умело организуя поддержку пехоты своим огнем. В трехдневных боях 17-19 августа 1944 года севернее г. Мадона взвод лейтенанта Цунвазо в ходе боев уничтожил 8 станковых пулемётов, 3 противотанковых орудия, 3 наблюдательных пункта, блиндаж и до 60 солдат противника. Взвод Цунвазо отразил 8 контратак фашистов. Когда все снаряды были израсходованы , Юсуп Цунвазо принял боевой порядок и огнем из автоматов и трофейных немецких пулемётов отразил 3 контратаки. В этих боях лично уничтожил 2 станковых пулемёта, один наблюдательный пункт и одно орудие противника .
Капитуляцию Германии Цунвазо встретил в Прибалтике. Боевые действия для него закончились в августе 1945, в Эстонии.
За свои подвиги старший лейтенант Цунвазо Юсуп награждён орденами Отечественной войны l и ll степени, орденом Красной Звезды и многими боевыми медалями.